# Osama Beruan
Osama Helal Beruan (8 de diciembre de 1996) es un deportista argelino que compite en triatlón. Ganó dos medallas en los Juegos Panafricanos de 2019 y dos medallas en el Campeonato Africano de Triatlón, en los años 2023 y 2024.

## Palmarés internacional
| Juegos Panafricanos | Juegos Panafricanos | Juegos Panafricanos | Juegos Panafricanos |
| Año                 | Lugar               | Medalla             | Prueba              |
| ------------------- | ------------------- | ------------------- | ------------------- |
| 2019                | Rabat (Marruecos)   | Medalla de plata    | Relevo mixto        |
| 2019                | Rabat (Marruecos)   | Medalla de bronce   | Individual          |
| Campeonato Africano |                     |                     |                     |
| Año                 | Lugar               | Medalla             | Prueba              |
| 2023                | Hurgada (Egipto)    | Medalla de bronce   | Relevo mixto        |
| 2024                | Hurgada (Egipto)    | Medalla de bronce   | Relevo mixto        |